# Rolskiën

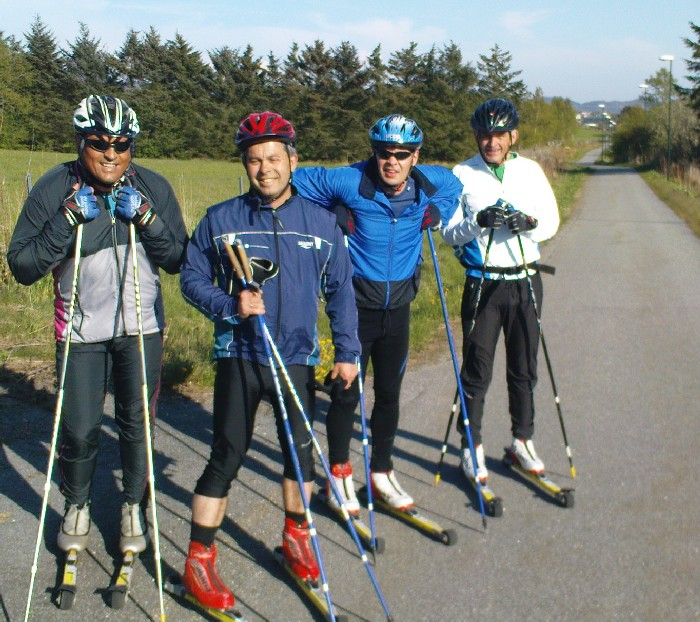
Rolskiërs

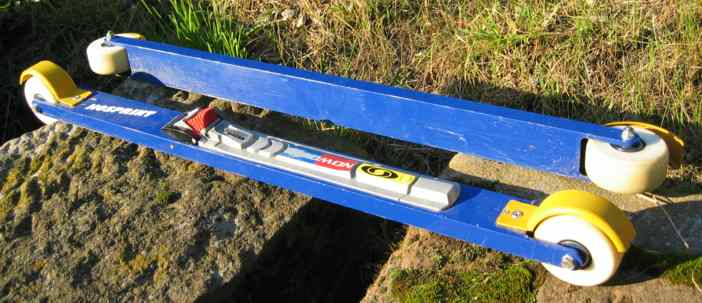
Rolski's

Rolskiën is een sport die vergelijkbaar is met langlaufen, maar wordt verricht met ski's op wieltjes. Aldus kan ze het hele jaar door worden beoefend. De rolski zou rond 1957 zijn uitgevonden door de Hagenaar Anton Huijsman, die meer speelgoed voor zijn kinderen zelf bedacht en fabriceerde. Hij opende zelfs een heuse rolskibaan.
De gebruikte ski's zijn circa 60 cm lang. Sommige zijn iets korter en er bestaan ook nog iets langere. Die langere ski's hadden achter twee smalle wieltjes en voor één wieltje. Tegenwoordig hebben bijna alle ski's voor en achter één wiel. Het achterste wiel is bijna altijd vrij breed en het voorste wiel kan breed of smal zijn. Met een smal wiel gaat het sneller op gladde ondergrond, maar kan het wat moeizamer worden als de ondergrond een beetje zacht is. Dan is een wat breder wiel comfortabeler.
Er kan op vrijwel elke ondergrond gerolskied worden, asfalt, tegels, schelpenpaden, straatstenen, enz., maar niet op een erg zachte ondergrond.
De stokken zijn vergelijkbaar met langlaufstokken, maar hebben een scherpe, stalen punt en geen teller.
De techniek is hetzelfde als bij langlaufen: diagonaal, skaten, dubbelstok afzet. Remmen kan gedaan worden door met beide ski’s een soort ploeg te maken en weer te laten rollen en dat steeds afwisselend. Ook kan men één ski steeds even dwars zetten, of men kan zich met één ski iets naar voren in het gras laten rollen. Men kan ook de stokken achter zich met de punten hard op de grond duwen en zo slepen, maar dat maakt wel veel herrie. In uiterste nood kan men een steile, onoverzichtelijke helling achterwaarts aflopen, want de achterwielen kunnen niet achteruit draaien. Daardoor kan men ook makkelijk een steile helling oplopen. De ski's even uit doen, kan natuurlijk ook.
Het is raadzaam een paar (dunne) handschoenen te dragen en polsbeschermers, om schade aan vingers en polsen te voorkomen, mocht men een keer vallen.